# Bhanasageri, Haliyal
Bhanasageri là một làng thuộc tehsil Haliyal, huyện Uttara Kannada, bang Karnataka, Ấn Độ.